# Ansovino di Camerino
Ansovino di Camerino (Camerino, IX secolo – Camerino, 13 marzo 868) è stato un vescovo italiano, vescovo di Camerino dall'850 circa fino alla sua morte.

## Biografia
Nacque a Camerino da una famiglia di origini longobarde all'inizio del IX secolo. Studiò a Pavia, dove divenne ancora giovane consigliere e guida spirituale dell'imperatore Ludovico II, ma intorno all'anno 850 tornò a Camerino come successore del defunto vescovo.
In un primo tempo rifiutò la carica: infatti all'epoca era il vescovo a guidare l'esercito in guerra e secondo la tradizione Ansovino ripudiava la violenza. Ottenuto da Ludovico II di non impugnare le armi, andò a Roma per essere consacrato vescovo da papa Leone IV.
Tornò a Roma nell'861 in occasione del Concilio indetto da papa Niccolò I.
La tradizione vuole che fosse particolarmente generoso verso i più poveri e che si propose come paciere tra le diverse fazioni. Convinse i signorotti locali ad aprire i propri granai per gli affamati in tempo di carestia e visitò continuamente le altre comunità, rafforzando l'unione con il suo clero.
Fu colto da un malore in viaggio e, appena tornato a Camerino, morì circondato dai sacerdoti. Secondo la tradizione le sue ultime parole invitavano i fedeli alla carità vicendevole.